# برية لي ميتكالف
تقع منطقة لي ميتكالف البرية في شمال جبال الروكي بولاية مونتانا الأمريكية. وقد أُنشئت هذه المنطقة الجبلية الوعرة بموجب قانون صادر عن الكونغرس في عام 1983، وهي مقسمة إلى أربع وحدات منفصلة تتميز بتضاريس جبلية معقدة: وحدة بير تراب كانيون، وحدة الجبال الإسبانية، وحدة تايلور-هيلغارد، ووحدة جبال مونيومِنت.
تُعد وحدة بير تراب كانيون أول منطقة برية يتم تعيينها لتدار من قِبل مكتب إدارة الأراضي (وهو وكالة تابعة لوزارة الداخلية الأمريكية)، وتضم منطقة من الأخاديد المجاورة لنهر ماديسون. أما الأقسام الثلاثة الأخرى من المنطقة البرية فتدار بشكل مشترك من قبل غابتي بيفرهيد-ديرلودج وغالاتن الوطنيتين، وهما تابعتان لوزارة الزراعة الأمريكية. وقد سميت المنطقة البرية على اسم عضو الكونغرس الراحل عن ولاية مونتانا لي ميتكالف.
ويقع الجزء التابع لغابة غالاتن الوطنية ضمن النظام البيئي الأكبر لييلوستون ويجاور منتزه ييلوستون الوطني. وتحظر المناطق البرية في الولايات المتحدة استخدام المركبات الآلية والآلات الميكانيكية، بما في ذلك الدراجات الهوائية. ورغم السماح بالتخييم وصيد الأسماك بترخيص مناسب، لا توجد طرق ممهدة أو مبانٍ في المنطقة، كما يُمنع قطع الأشجار أو التعدين، وذلك وفقًا لقانون المناطق البرية لعام 1964.
وبهذا الشكل، تُعد منطقة ميتكالف البرية ملاذًا حيويًا بالغ الأهمية للعديد من الأنواع المهددة والمُعرضة للانقراض في أمريكا الشمالية، وهي تضم أعلى كثافة سكانية للدب الأشيب في الولايات المتحدة المتجاورة. كما تعيش في هذا النظام البيئي الجبلي غير المُتأثر بالبشر العديد من الحيوانات الكبيرة الأخرى مثل الموظ، والأيل، والدب الأسود، والماعز الجبلي، والأغنام الجبلية، والوبرين، والبوما، والوشق الكندي، والذئاب، بالإضافة إلى النسر الأصلع، وعقاب السمك، والبجع، والبجع الأبواق.